# Johnny Claes
Johnny Claes (11. srpna 1916 Londýn – 3. února 1956 Brusel) byl belgický automobilový závodník a hudebník. Jeho matka byla Skotka a otec Belgičan. Ještě dříve, než podlehl motorovému opojení, byl jeho jedinou vášní jazz. Byl vynikajícím hudebníkem, měl svou kapelu a dokonce natočil několik dlouhohrajících desek.

## Závodní kariéra
Poprvé se objevil na Grand Prix Francie v roce 1947, ovšem jen jako tlumočník britských jezdců. Johnnyho otec patřil mezi nejbohatší Belgičany, a proto pro něho nebyl žádný problém pořídit synovi závodní Talbot.
Johnny Claes se s vozem sžil téměř dokonale a ze špičkového hudebníka se zrodil závodník. Pokud roky 1948 a 1949 jsou považovány za školní léta, tak už v roce 1950 patřil mezi nejlepší a dokázal to i vítězstvím ve Fronieres a Chimay a o tom, že mu tento okruh sedl téměř dokonale, svědčí i obhajoba vítězství následující rok (Simca).
Johnny Claes založil svůj tým a postupně zkoušel i jiné značky a tak ho bylo možné spatřit za volantem Maserati, HWM nebo Simca Gordini. V roce 1953 si vychutnal triumf na trati Liegi–Roma–Liegi, když odjel 52 hodin v kuse.
V roce 1954 Johnny velmi vážně onemocněl a na závodech se téměř neobjevoval, přesto nedokázal odolat nabídce na start ve slavné čtyřiadvacítce v Le Mans. V celkovém hodnocení dojel na dvanáctém místě, ale s přehledem zvítězil ve třídě do 1500 cm³. Tento úspěch jako by mu vlil do žil novou krev a následující rok byl Johnny velice aktivní a v Le Mans dovezl Jaguar spolu s Jacquesem Swatersem na třetím místě. Jeho posledním závodem byl Liegi–Roma–Liegi a spolu s Lucienem Bianchim obsadili třetí místo.
Jeho zdraví se začalo rychle zhoršovat a v únoru 1956, ve svých 39 letech, Johnny Claes zemřel na tuberkulózu.

## Vítězství
- 1950 Grand Prix Frontieres at Chimay
- 1951 Grand Prix Frontieres at Chimay
- 1953 Liege-Rome-Liege
- 1954 24 h Le Mans třída do 1500 cm³ celkově 12. místo

## Formule 1
- 1950 bez bodů
- 1951 bez bodů
- 1952 bez bodů
- 1953 bez bodů
- 1955 bez bodů

## Nejlepší umístění na mistrovství světa F1
- 1950 7. místo Grand Prix Monaka
- 1951 7. místo Grand Prix Belgie